# Sinelmis uenoi
Sinelmis uenoi is een keversoort uit de familie beekkevers (Elmidae). De wetenschappelijke naam van de soort werd in 2001 gepubliceerd door Satô & Kishimoto.